# Resine ammidiche
Le resine ammidiche (o resine carbammidiche) sono i prodotti di policondensazione dei composti amminici con la formaldeide. Sono dei materiali termoindurenti.
Un'importante classe di resine ammidiche sono le resine melamminiche, ottenute dalla reazione dell'urea e melamina con la formaldeide.
Vengono impiegate per il rivestimento dei compensati.